# Вечер (Микеланджело)
«Вечер» (итал. Il Crepuscolo — Сумерки) — мраморная аллегорическая скульптура, представляющая аллегорию Вечера (или Сумерек), созданная Микеланджело Буонарроти в 1524—1531 годах. Скульптура входит в композицию надгробия Лоренцо II, герцога Урбинского (внука Лоренцо Великолепного) в капелле Медичи во Флоренции. Парная к ней скульптура называется «Утро». Размеры скульптуры: 155 x 170 см, максимальная наклонная длина 195 см

## История создания
Новая сакристия (ризница) была задумана как мемориальная капелла Джулиано Медичи, брата римского папы Льва, и Лоренцо, его племянника, которые умерли молодыми. Это был замысел папы Льва X, но заказчиком стал папа Климент VII, другой член семьи Медичи, который активно поддерживал этот проект.
Микеланджело работал над скульптурой в течение 1524—1534 годов. По утверждению Фрица Эрпеля, скульптура была почти готова в марте 1526 года , а окончательно доработана в 1534 году, когда Микеланджело уехал в Рим, не установив скульптуру на месте и не завершив гробницу [а].

### Подготовительная модель
Существовала терракотовая модель скульптуры, описанная в каталоге Кристофа Готлиба Мурра (1797) [б]. Однако, о ней ничего неизвестно с 1802 года, когда коллекция была распродана.

## Интерпретации скульптурного образа
«Вечер» — изображение пожилой мужской фигуры атлетического телосложения. Её лицо едва намечено, как и в скульптуре «Дня», что контрастирует с полированной поверхностью мрамора в изображении тела. «Вечер» засыпает, его левая рука едва поддерживает тело, голова склоняется на грудь, а правая нога, как кажется, через несколько мгновений выпрямится, и «Вечер» ляжет ровно в полном забытьи. По интерпретации В. Н. Лазарева, «словно пытаясь подчеркнуть, что наступают сумерки, когда все предметы кажутся затянутыми паволокой, Микеланджело сознательно оставил незавершенными лицо, руки и ноги».
Как утверждал известный исследователь скульптуры М. Я. Либман, «„Вечер“ — погружён в смутные размышления». Немецкий историк искусства Герберт фон Айнем писал, что «кажется, все силы покинули слабое тело (…) „Вечера“. Голова незавершена, но гнетущая атмосфера пожилого возраста и ностальгии переданы безошибочно».

## Образ в искусстве
В биографическом романе Ирвинга Стоуна «Муки и радости» (1961) о скульптуре написано, что: «(…) Лицо „Вечера“ — было портретом его собственного, со впалыми глазами, костлявым носом, бородатого лица».
В японском аниме-сериале «Эрго Прокси» (2006) все четыре статуи-аллегории выступают советниками правителя города Ромдо (Рим?). Скульптура «Вечера» — персонификация Джорджа Беркли, влиятельного ирландского философа, который известен своими работами о субъективном идеализме, запечатлёнными в его книге «Быть — это чувствовать» (лат. «Esse est percipi»).